# 入山許可證
入山許可證，簡稱入山證，為中華民國（台灣）維護山地安全與生態，所核發的許可證書。根據《國家安全法》第五條規定，進入公告之山地管制區需提出申請，由政府機關核發許可證方可入山。入山許可證上記載姓名、性別、出生年月日、國民身分證統一編號、住址、入山事由、停留期間、前往地點、證明單位（人員）等相關事項。

## 法源依據
- 《國家安全法》第五條[1]：確保海防及軍事設施安全，並維護山地治安，得由國防部會同內政部指定海岸、山地或重要軍事設施地區，劃為管制區，並公告之。人民入出前項管制區，應向該管機關申請許可。
- 《國家安全法施行細則》第四章
- 《人民入出臺灣地區山地管制區作業規定》

## 申請方式
- 網路辦理：遞件手續須於入山之日前7日至30日內提出（7日以上連續假日須於放假前1上班日中午12時前提出），餘概不受理。
- 臨櫃辦理：至內政部警政署或轄內有山地管制區之縣警察局、分局、分駐（派出）所或國家公園警察大隊、小隊申請辦理。可隨到隨辦。
- 郵寄辦理。

## 不需入山許可證之地區
某些山地管制區已由政府機關公告，進入不需申請入山許可證，如：新竹縣五峰鄉、新竹縣尖石鄉等山地管制區。
部份地區雖不需入山許可證，但為維護生態、文化資產或因災害造成危險，管理單位得公告山地管制區內特定區域需申請入內許可或禁止進入。

## 外部連結
- 入山許可證線上申辦網站 （页面存档备份，存于） （繁體中文）